# Rówień Kacwińska

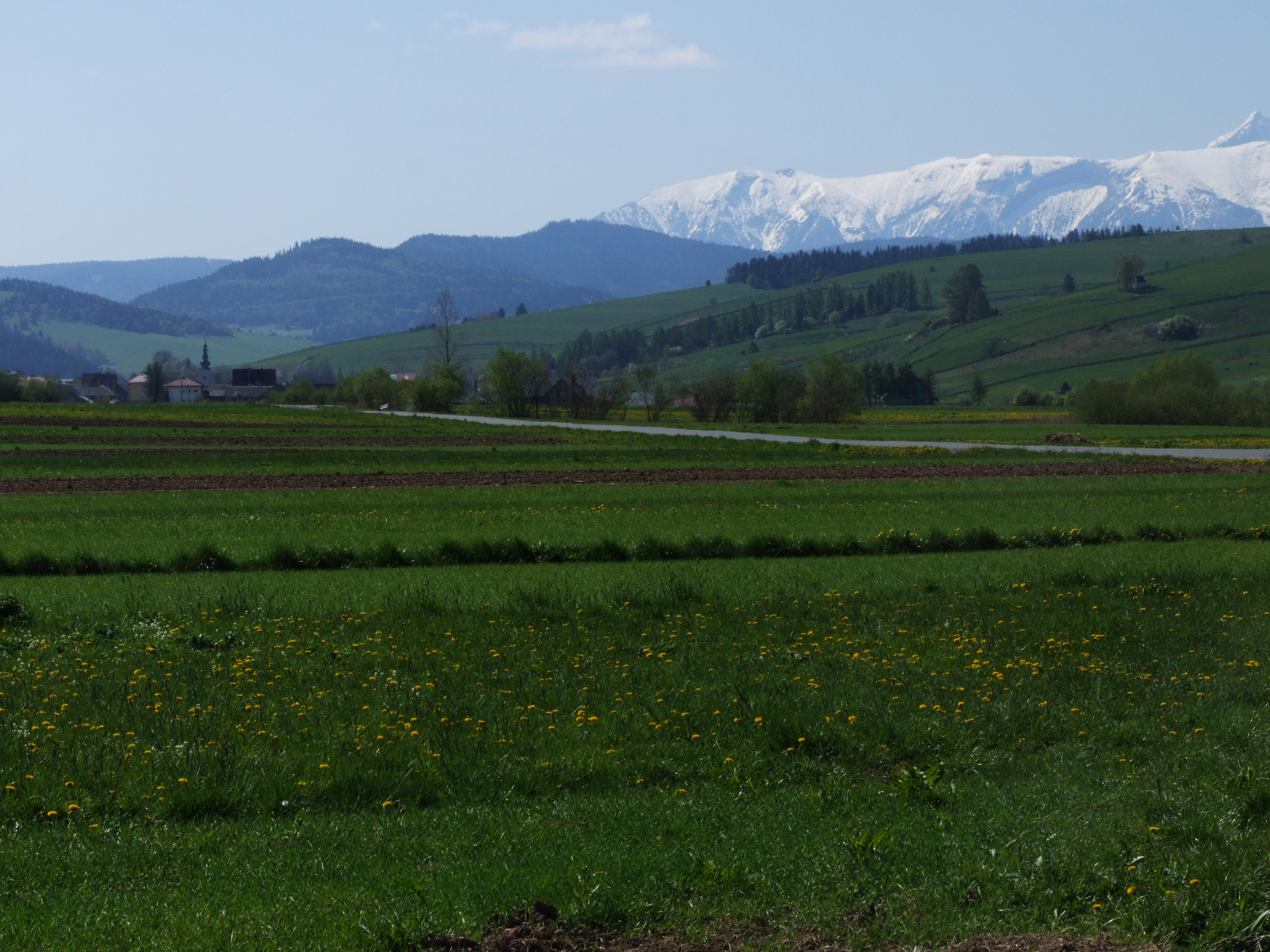
Rówień Kacwińska (dolna) i widok na Tatry i Magurę Spiską

Rówień Kacwińska – wielka rówień w dolinie rzeki Kacwinianka w miejscowości Kacwin w województwie małopolskim, w powiecie nowotarskim, w gminie Łapsze Niżne. Wyróżnia się w niej 3 części: Rówień Kacwińską (poniżej zabudowań Kacwina), Rówień Niżną (tereny zabudowane) i Rówień Górną (powyżej zabudowań Kacwina). Pod względem geograficznym znajduje się na Zamagurzu będącym częścią Pogórza Spiskiego.